# Bubu de Montparnasse (film)
Pour les articles homonymes, voir Bubu de Montparnasse.
Pour plus de détails, voir Fiche technique et Distribution.
Bubu de Montparnasse (titre original : Bubù) est un film italien, réalisé en 1971 par Mauro Bolognini. Il est librement adapté du roman éponyme de Charles-Louis Philippe, publié en 1901.

## Synopsis
Bubù renonce à son métier d'artisan boulanger par paresse et parce qu'il considère que l'on peut gagner plus d'argent autrement. Il décide donc de vendre les charmes de Berta, sa compagne, qui accepte ce commerce, par amour pour lui. Mais Berta contracte bientôt la syphilis et entre à l'hôpital. Bubù, désargenté et affamé, dérobe la caisse d'une boutiquière : il est très vite arrêté et emprisonné. Après une période d'incertitudes, Berta retrouve Piero, un étudiant qui fut autrefois son client et à qui elle a transmis la maladie. Piero demeure pourtant très attaché à elle et accepte de l'héberger durant quelque temps...

## Fiche technique
- Titre original : Bubù
- Titre français : Bubu de Montparnasse
- Réalisation : Mauro Bolognini
- Scénario : Giovanni Testori, Mario Di Nardo, Mauro Bolognini
- Photographie : Ennio Guarnieri, couleurs.
- Décors et costumes : Piero Tosi
- Directeur artistique : Guido Josia
- Montage : Nino Baragli
- Musique : Carlo Rustichelli
- Chanson générique : Écoutez la chanson (Paul Verlaine), chantée par Léo Ferré
- Assistant réalisateur : Mauro Capelloni
- Producteur : Manolo Bolognini pour BRC Production Film
- Durée : 100 min
- Pays d'origine :  Italie
- Lieux de tournage : Rome,Turin et environs (Piémont) / Milan (Lombardie)
- Année de réalisation : 1971
- Diffusion en  France : mai 2006 (T.V.)

## Distribution artistique
- Massimo Ranieri : Piero
- Ottavia Piccolo : Berta
- Antonio Falsi : Bubù
- Gigi Proietti : Giulio

## Commentaire
Cinéaste élégant, mais aussi sensible à la souffrance des humbles, Mauro Bolognini ne pouvait pas ne pas être attiré par l'œuvre du romancier français Charles-Louis Philippe. Transposé dans l'univers italien, Bubu de Montparnasse renoue avec des milieux, des atmosphères et des personnages précédemment décrits dans Les Garçons (1959), La Viaccia (1961), voire Metello (1970). Bénéficiant de la collaboration de prestigieux et dévoués professionnels comme le directeur de la photographie Ennio Guarnieri et le costumier-décorateur Piero Tosi, Bolognini confère à ses "tableaux l'aisance des calligraphies à la Boldini plutôt que le trait corrosif de Toulouse-Lautrec", selon Freddy Buache, qui ajoute que de tels raffinements "imposent un climat qui opère une véritable sublimation de l'anecdote mélodramatique". En outre, Bolognini confirme, ici, ses talents de directeur d'actrices, en faisant d'Ottavia Piccolo/Berta, la seule véritable héroïne de ce film qui unit contradictoirement l'amertume et la présence de la misère à la magnificence d'une suite de gravures de modes et de pastels, dignes d'un Édouard Manet ou d'un Maurice Utrillo.[réf. nécessaire]